# 品川区立荏原第五中学校
品川区立荏原第五中学校（しながわくりつ えばらだいごちゅうがっこう）は、東京都品川区旗の台五丁目にある公立中学校。

## 概要
東急大井町線の旗の台駅近くに位置する。
品川区の他の小・中学校と同様に、小中一貫教育を推進している。施設分離型連携校は、品川区立旗台小学校、品川区立清水台小学校。

## 沿革
- 1947年4月1日 - 設立認可

5月1日 - 品川区立第二延山小学校を仮校舎として開校（8学級）
5月10日 - 5月10日を開校記念日と定める
- 1949年12月20日 - 現在地に校舎竣工移転（12教室）
- 1950年12月30日 - 校舎増築（7教室）
- 1952年10月18日 - 校歌制定
- 1953年3月25日 - 校旗制定
- 1954年3月11日 - 校舎増築（2教室）
- 1956年3月1日 - 体育倉庫、更衣室、理科準備室竣工
- 1957年11月30日 - 校庭舗装完成
- 1958年5月24日 - 鉄筋三階本建築第一期工事竣工（校長室、教員室、7教室）
- 1959年3月31日 - 鉄筋三階本建築第二期工事竣工（衛生室、6教室）

8月27日 - 校地拡張1,021平方メートル（302坪）
- 1961年3月17日 - 鉄筋三階本建築第三期工事竣工（体育館、9教室）
- 1968年8月9日 - プール竣工
- 1970年2月24日 - 鉄筋三階本建築第四期工事竣工（木工室、理科室、2教室）
- 1975年4月10日 - 体育館、心障、視聴覚、美術、理科、金工、各教室竣工

6月9日 - 校舎、体育館落成式挙行
- 2007年2月25日 - 新校舎落成式典

## 教育方針
- 人権尊重の精神を基に、個性豊かで情操に富んだ人間として、社会に貢献できる生徒を育てる。

## 教育目標
- 教養ある人
- 心豊かな人
- 健康な人

## 交通
- 東急大井町線・池上線 旗の台駅より徒歩3分